# Geschichte Vietnams
Die Geschichte Vietnams umfasst die Entwicklungen auf dem Gebiet der Sozialistischen Republik Vietnam von der Urgeschichte bis zur Gegenwart. Sie begann zu der ersten Mitte des 3. Jahrhunderts v. Chr. im Delta des Roten Flusses errichteten Reich Au Lac. Dieses entwickelte sich, zeitweise als selbständiges, von vietnamesischen Dynastien beherrschtes Staatsgebilde, zeitweise als chinesische Provinz, zeitweise als Kolonie, zum heutigen Vietnam.

## Altertum

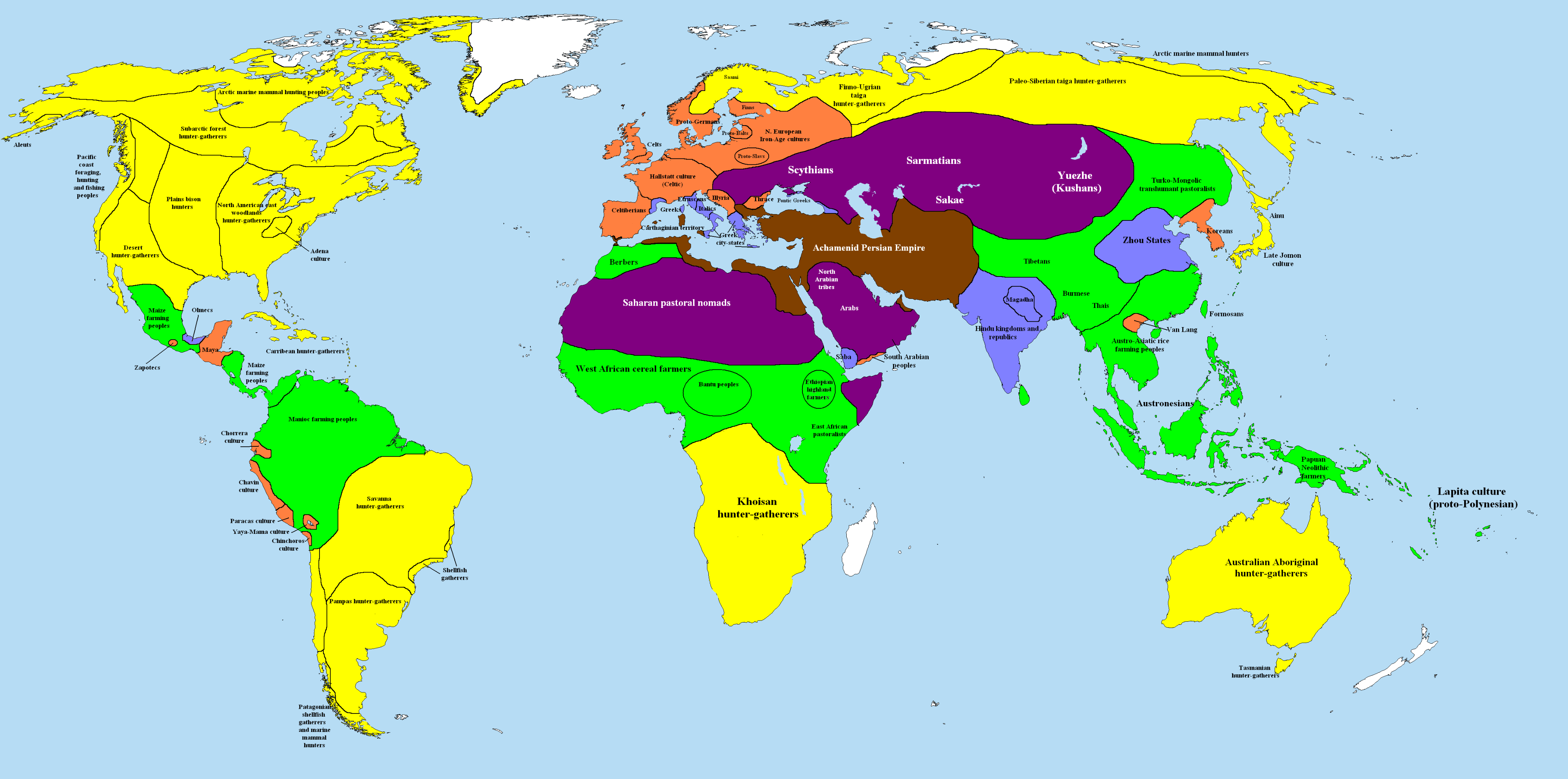
Van Lang – 500 v. Chr.

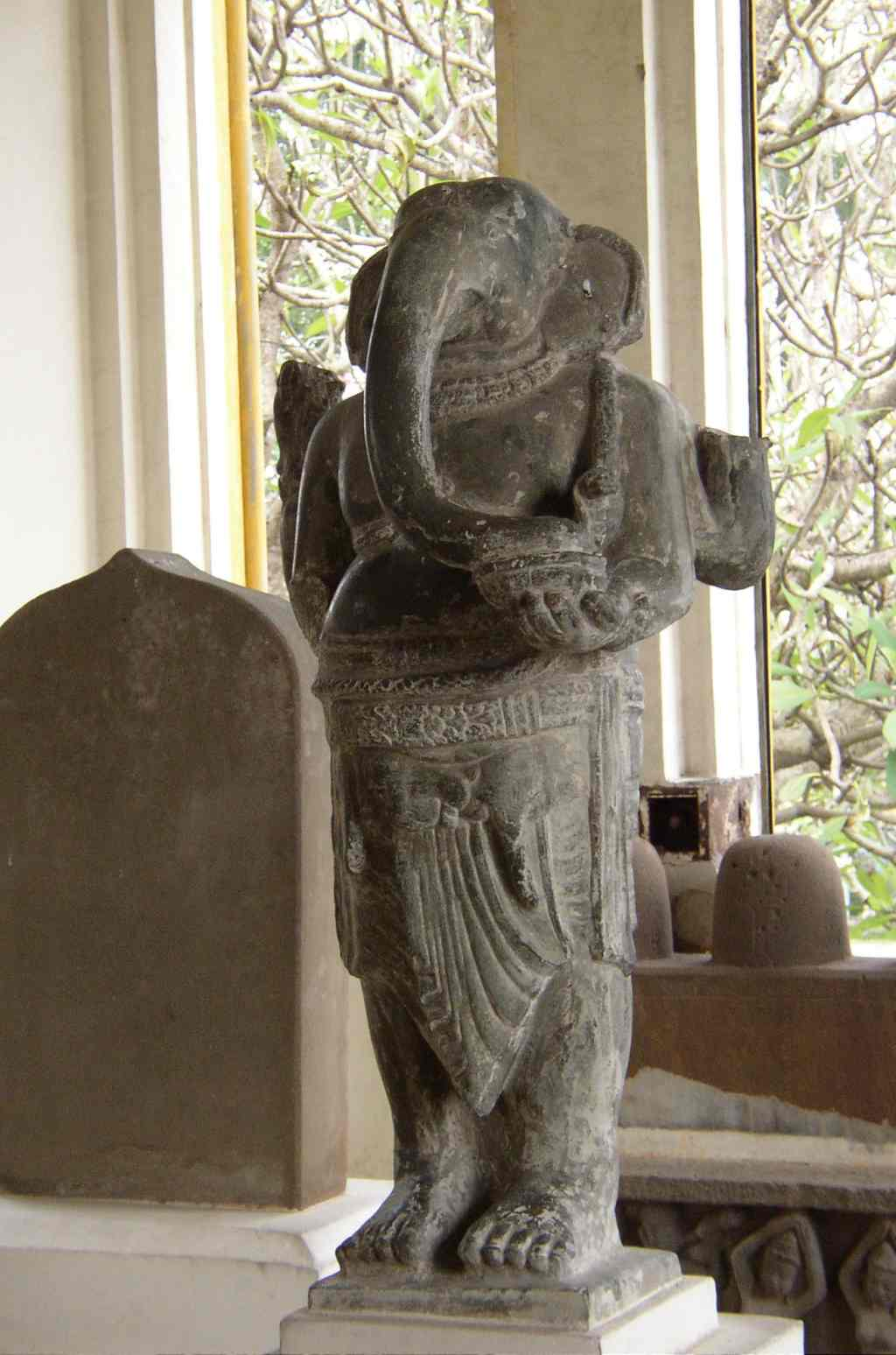
Indischer Einfluss:
Ganesha im Cham-Museum in Đà Nẵng

Die älteste bekannte Kultur der Region ist die mehr als 30.000 Jahre alte Dieu-Kultur. Der Hauptfundort für deren Artefakte ist die namensgebende Dieu-Höhle in der Provinz Hòa Bình südlich von Hanoi. Ab etwa 16.000 v. Chr. existierte, ausgehend von derselben Region, die Hoa-Binh-Kultur, deren Steinwerkzeuge im Gebiet des gesamten kontinentalen Südostasien gefunden wurden. Die letzte altsteinzeitliche Kultur der Region war die Bacson-Kultur (ca. 10.000 v. Chr.). Neben Steinwerkzeugen war hier auch Keramik verbreitet. Etwa ab 3000 v. Chr. war der Bewässerungsanbau von Reis bekannt.
Die Bronzezeit ist durch Kulturen wie Go Mun und Dong Dau belegt. Die Eisenzeit begann hier etwa 500 v. Chr. mit der Sa-Huynh-Kultur, deren Mitglieder, vermutlich von den Inseln des heutigen Indonesien kommend, an den Küsten und auf vorgelagerten Inseln siedelten. Im Süden fand sich die Dong Nai-Kultur. Zugleich existierte im Delta des Roten Flusses die Dong-Son-Kultur, bekannt für ihre reich verzierten Bronzetrommeln. Aus dieser Kultur ging Mitte des 1. Jahrtausends v. Chr. das erste bekannte Königreich der Việt (chin. 越 Yuè), genauer der Lạc Việt, Văn Lang, hervor. Dieses Reich umfasste den größten Teil des heutigen Nordvietnam. Im 3. Jahrhundert v. Chr. wanderten aus dem Gebiet des heutigen Südchina Âu Việt ein und vermischten sich mit den ansässigen Lạc Việt. Im Jahre 258 v. Chr. gründete Thục Phán das Königreich Âu Lạc (aus der Vereinigung von Âu Việt und Lạc Việt) und erklärte sich selbst zum König An Dương Vương.
An Dương Vương wurde 208 v. Chr. nach einem langen Krieg mit den Qín von dem Qín-General 赵佗/趙佗 Zhào Tuó (vietnamesisch: Triệu Đà) besiegt. Triệu Đà rief sich selbst zum König aus; als Qín von den Hàn erobert wurde, nannte er sein Königreich Nam Việt (南越, Nányuè = Südviệt oder Südyuè), nahm den Namen Vũ Vương (chin. 武王, Wǔ Wáng) an und gründete die Triệu-Dynastie.
Im Jahre 111 v. Chr. wurde Nam Việt von Truppen Hàn Wǔdìs erobert und als Präfektur (郡 jùn (quận)) 交趾 Jiāozhǐ (Giao Chỉ) in das chinesische Reich eingegliedert.
Unter der chinesischen Herrschaft wurden technische Errungenschaften im Reisanbau, in der Viehhaltung und in der Baukunst von den Chinesen übernommen. Es kam zu zahlreichen Aufständen gegen die chinesische Fremdherrschaft und zu kurzen Phasen der Unabhängigkeit. Letztere wurden jeweils von der chinesischen Militärmacht beendet. Im Jahre 679 wurde die Provinz in Annam (friedlicher Süden) umbenannt.
In Süd- und Mittelvietnam entstand Ende des 2. Jahrhunderts n. Chr. das Königreich Champa. Im 2. Jahrhundert n. Chr. schlossen sich weiter südlich, im Gebiet des Mekong-Delta, einige kleinere politische Einheiten zu Funan zusammen, das als Vorläufer des späteren Kambuja, des Reiches der Khmer, gilt. Funan gilt als der älteste nachgewiesene Staat Südostasiens. Champa und Funan waren beide stark von indischen Einflüssen geprägt, vor allem was Kultur (Schrift, Kalender, Architektur…) und Religion (Hinduismus, Buddhismus) betrifft. Es kam in der Folge oft zu kriegerischen Auseinandersetzungen zwischen den Khmer, den Cham und Annam – auch mit wechselnden Verbündeten – und Piraten entlang der Küste.

## Frühe Dynastien

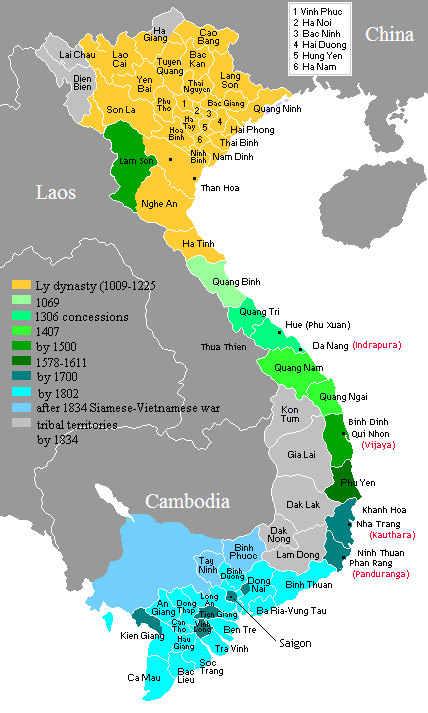
Nam tien (1069 bis 1757)

Im Jahre 907 brach in China die Tang-Dynastie zusammen. Annam nutzte die Schwächephase, um sich der chinesischen Macht zu entziehen. Der erste vietnamesische Staat entstand 938 unter dem Strategen Ngô Quyền nach der Schlacht am Bạch Đằng-Fluss in Nordvietnam. Bis 968 wurde der Staat unter Đinh Bộ Lĩnh konsolidiert; von 968 bis 1009 folgten mehrere kurzlebige Dynastien.
Von 1010 bis 1225 wurde der Staat Đại Việt von der Ly-Dynastie beherrscht, deren Gründer Lý Thái Tổ war. Unter den Ly verteidigte sich der Staat erfolgreich gegen die Chinesen unter den Song, gegen die Khmer und Cham. Ab der Mitte des 11. Jahrhunderts machten die Cham erste Gebietsgewinne. Unter den Ly wurde das Staatswesen nach chinesischem Vorbild gestärkt; Machtstrukturen und Organisation wurden konsolidiert und an vietnamesische Bedürfnisse angepasst.
Im Jahre 1225 stürzten die Ly durch Unruhen. Die Trần-Dynastie übernahm die Macht. Sie verteidigte unter General Trần Hưng Đạo in Allianz mit den Cham das Land erfolgreich gegen die mongolische Yuan-Dynastie des Kublai Khan. Von 1400 bis 1407 löste die Ho-Dynastie die Tran ab, und es kam zu einer kurzzeitigen chinesischen Herrschaft unter den Ming. Die Ming versuchten, Vietnam bewusst weiter zu sinisieren, so wurde etwa das vietnamesische Literaturerbe systematisch zerstört.
Im Jahre 1427 gründete Le Loi die Lê-Dynastie, die bis 1789 regierte. Unter den Le wurden vietnamesische Traditionen wieder betont; der Konfuzianismus blieb eine dominante Säule der Staatsorganisation. Unter den Le wurde Champa erobert und die vietnamesische Macht bis an den Mekong ausgedehnt. Ab dem Ende des 15. Jahrhunderts erodierte die Macht des Königshauses. Nutznießer waren einflussreiche Händlerfamilien (v. a. die Trinh und Nguyen) und die seit 1516 präsenten Portugiesen. Das vietnamesische Königshaus musste zahlreiche Jesuiten und Franziskaner im Land dulden. Die europäischen Missionare brachten neben ihrer Religion auch neue Technologien ins Land, beispielsweise wurde von dem Jesuiten Alexandre de Rhodes die bis heute gebräuchliche, auf den lateinischen Buchstaben basierende vietnamesische Schrift Quốc ngữ entwickelt.
Im Jahre 1771 brach die Tây-Sơn-Rebellion aus. Aus dem folgenden Bürgerkrieg ging mit französischer Hilfe um 1802 Prinz Nguyễn Phúc Ánh aus der einflussreichen Händlerfamilie Nguyễn als Sieger hervor. Er rief sich zum Kaiser Gia Long aus, verlegte die Hauptstadt des Landes nach Huế und nannte das Land erstmals Viet Nam. Unter seiner Herrschaft und mit französischer Beratung wurden große Infrastruktur- und Verteidigungsprojekte in Angriff genommen, was die Staatskasse leerte. Das Territorium des Reiches wurde erweitert; ab 1834 gehörten Teile des heutigen Kambodscha als Provinz Tran-tay-thanh zu Vietnam.

## Französische Kolonialherrschaft

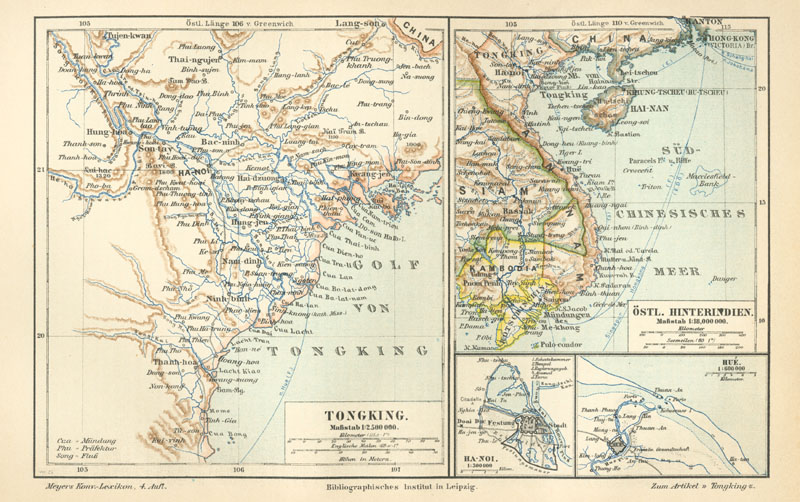
Karte der Region um 1888

Ab Mitte des 19. Jahrhunderts verstärkten die Franzosen ihren Druck auf die Nguyễn-Kaiser. Es kam zu Ausschreitungen der verarmten Bevölkerung gegen französische Missionare und einheimische Christen (Andreas Dung-Lac und Gefährten). Im September 1858 griffen französische Kanonenboote den Hafen Da Nang und das Mekongdelta an. Kurz darauf tauchten auch Kanonenboote auf dem Parfüm-Fluss auf, der durch die damalige Hauptstadt Huế fließt. Ab 1862 musste Vietnam Gebiete an die Franzosen abtreten, bis 1883 wurden die drei Protektorate Annam, Cochin-China und Tonkin gegründet; der vietnamesische Kaiser wurde zu ihrer Anerkennung gezwungen.
Damit stand Vietnam unter französischer Kolonialherrschaft. 
In der Folgezeit kamen vietnamesische Studenten und Intellektuelle in Europa, vor allem in Frankreich, mit Ideen des Nationalismus und des Kommunismus in Kontakt. Ab 1905 waren vietnamesische nationalistische Freiheitskämpfer um Phan Bội Châu (1868–1940) und Cuong De in Japan und Südchina aktiv. Der später bedeutendste unter ihnen war Ho Chi Minh (1890–1969), der 1929 die in Annam, Cochin-China und Tonkin tätigen kommunistischen Parteien zu einer Einheitspartei vereinigte. Die Partei wurde 1930, nach dem missglückten Yen-Bai-Aufstand und der Hinrichtung vieler ihrer Mitglieder, dezimiert und geschwächt.
1938 wurde mit Georges Catroux erstmals seit 1879 wieder ein militärischer Generalgouverneur eingesetzt. Dies war die Reaktion der französischen Regierung auf die Bedrohung durch japanische Truppen, die 1938 die Hafenstadt Kanton und die Insel Hainan erobert hatten. Die Japaner unternahmen bis zum Sommer 1940 keinen Versuch, die Kolonie Indochina unter ihre Kontrolle zu bringen.

## Zweiter Weltkrieg
Nach der Besetzung Frankreichs durch deutsche Truppen war Indochina militärisch isoliert. Den Japanern gelang es daraufhin, durch ständige Erhöhung des Druckes auf die Kolonialregierung, ihren Einmarsch im Juli 1941 mit diplomatischen Mitteln vorzubereiten und durchzuführen. Dazu gehörte unter anderem die Ermutigung Thailands zu einem Angriff auf die Westgrenzen Indochinas im Winter 1940.
Während des restlichen Verlaufs des Zweiten Weltkrieges bis zum August 1945 wurde Vietnam durch Japan verwaltet. Dies geschah allerdings bis zum Frühjahr 1945 in Zusammenarbeit mit der französischen Kolonialverwaltung unter dem inzwischen von dem Vichy-Regime eingesetzten Admiral Decoux. Durch die Zusammenarbeit verschlimmerte sich die Situation der Vietnamesen dramatisch: Sie wurden nun von den Franzosen und den Japanern ausgebeutet. Die enorm wachsenden Forderungen der Besatzer nach immer mehr Nahrungsmitteln führten 1945 zu einer Hungersnot, bei der schätzungsweise zwei Millionen Menschen starben.
Nachdem Ho Chi Minh 1941 aus dem Exil zurückgekehrt war, wurde bald aus über 40 Widerstandsgruppen eine »Liga für die Unabhängigkeit Vietnams« unter dem Namen Việt Minh zur Abwehr des japanischen Imperialismus und französischen Kolonialismus gebildet. Die Japaner stürzten die französische Herrschaft und setzen Kaiser Bảo Đại ein. Die Republik China und die USA, einschließlich ihres Geheimdiensts OSS, unterstützten die Việt Minh, die bei der Bekämpfung der japanischen Okkupation einige Erfolge erzielten. Nach der Kapitulation Japans dankte Kaiser Bảo Đại am 25. August 1945 ab.

## Unabhängigkeit 1945 und Indochinakrieg
Ho Chi Minh rief als Führer der Việt Minh nach der erfolgreichen Augustrevolution am 2. September 1945, unmittelbar nach Unterzeichnung der Kapitulation des Japanischen Kaiserreichs, die Demokratische Republik Vietnam als unabhängige Republik in ganz Vietnam aus. Er berief sich dabei auf die Unabhängigkeitserklärung der USA von 1776: „All men are created equal: the Creator has given us inviolable rights, life, liberty, and happiness!“. Vietnam war damit die zweite unabhängige Republik Südostasiens, nach Indonesien (Unabhängigkeitserklärung am 17. August 1945).
Die Việt Minh verlautbarten das allgemeine Wahlrecht. Frauen erhielten erstmals gleiche Rechte wie Männer, auch das Wahlrecht. Rechtsgrundlage hierfür waren die Dekrete Nummer 14 und Nummer 51. Auf der Potsdamer Konferenz war Vietnam in den Herrschaftsbereich der Briten gefallen. Wenige Tage nach der Unabhängigkeitserklärung Vietnams landeten britische Truppen in Saigon mit dem offiziellen Auftrag, japanische Streitkräfte zu entwaffnen. Vom Norden her marschierten national-chinesische Truppen in Vietnam ein.
Trotz eines Friedensvertrages mit den Viet Minh erzwangen die Franzosen am 23. September 1945 die Wiedererrichtung ihres kolonialen Regimes in Südvietnam. Der Versuch Frankreichs, sich auch das inzwischen unabhängige Nordvietnam wieder botmäßig zu machen, führte 1946 zum Ausbruch des Indochinakrieges.
Am 6. Januar 1946 fand zugleich die erste all-vietnamesische Wahl zur 1. Nationalversammlung statt, die von der Việt Minh gewonnen wurde. Bei dieser Wahl wurde das Frauenwahlrecht erstmals ausgeübt. 1946 waren in der gesetzgebenden Versammlung nur 2,5 Prozent der Abgeordneten Frauen. Die Demokratische Republik Vietnam umfasste nur kurz das ganze Gebiet des Landes. 1946 kehrte die französische Kolonialmacht in den Süden zurück. Während der Kolonialzeit bis 1954 gab es kein Wahlrecht für Vietnamesen ohne französischen Pass. Eine Quelle berichtet von einem aktiven Frauenwahlrecht in Südvietnam zur Wahl von Ngo Dinh Diem 1955. Am 23. Oktober 1955 fand in Südvietnam ein Referendum zur Staatsform (Republik oder Monarchie) statt; drei Tage später rief Ngo Dinh Diem die Republik Vietnam aus und erklärte sich zum Präsidenten.

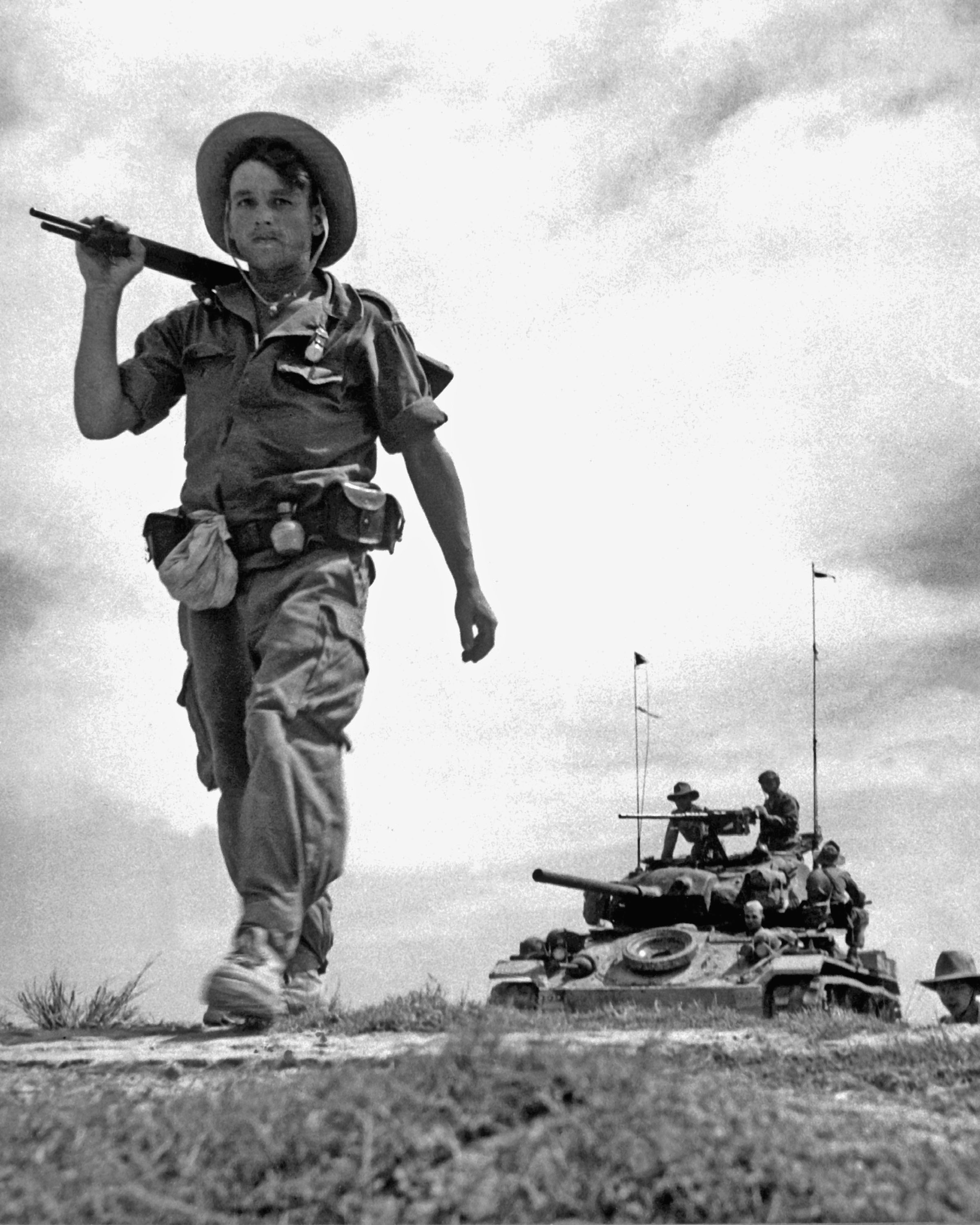
Französische Fremdenlegionäre patrouillieren 1954 zwischen Haiphong und Hanoi, der leichte Panzer im Hintergrund vom Typ M24 Chaffee stammte ursprünglich aus amerikanischen Beständen

In Südvietnam wurde 1948 eine unter französischer Aufsicht stehende Gegenregierung eingesetzt, der ab 1949 der ehemalige Kaiser Bao Dai als Staatschef vorstand. Nach jahrelangem Guerillakampf gelang es den Viet Minh unter General Võ Nguyên Giáp, die Franzosen in der Schlacht um Điện Biên Phủ
zu besiegen. Dies markierte das Ende der französischen Kolonialherrschaft in Indochina.
Auf der Indochinakonferenz in Genf wurde Mitte 1954 die Teilung Vietnams entlang des 17. Breitengrades in die (nördliche) Demokratische Republik Vietnam (Hauptstadt Hanoi) und die (südliche) Republik Vietnam (Hauptstadt Saigon) beschlossen.

## Nordvietnam
Nordvietnams Wirtschaft war traditionell stark nach China orientiert. Das von den Franzosen angelegte Eisenbahnnetz hatte Anschluss an chinesische Bahnlinien, sodass Transportmöglichkeiten für Waren zur Verfügung standen. Um die Städte Hanoi und Haiphong herum wurden metallische Rohstoffe gefördert und verarbeitet. Der Aufbau dieser Metallindustrie wurde mit Anleihen der Ostblockstaaten gefördert. Neben der Ausfuhr von Rohstoffen wurde traditionell vor allem Reis exportiert. Nordvietnam baute den Handel mit Japan zunehmend ab und band sich seit 1949 wirtschaftlich stärker an die Volksrepublik China und Staaten des Ostblocks.
Die französischen Kolonialherren hatten Großgrundbesitz und Pachtverhältnisse, Geldwirtschaft und Exportorientierung eingeführt und dabei eine neue, stark ungleiche Sozialstruktur in Vietnam erzeugt. Die ländlichen Eliten hatten den Unabhängigkeitskampf der Viet Minh gleichwohl aktiv mitgetragen. Nach ersten militärischen Erfolgen im Indochinakrieg gründete Ho Chi Minh 1951 die Kommunistische Partei Vietnams neu. Diese führte in Nordvietnam von 1953 bis 1956 eine Agrarreform nach dem Vorbild der Volksrepublik China durch, um die landlosen und mittelständischen Bauern stärkerer politischer Kontrolle zu unterwerfen und am Aufbau der Wirtschaft zu beteiligen. Mit Klassenkampf-Agitation und Hetze gegen „konterrevolutionäre Elemente“ von Dorf zu Dorf wurden sie gegen die in der Kolonialzeit wohlhabend gewordenen Bauern aufgebracht. Etwa drei bis vier Prozent der Bauern wurden enteignet und inhaftiert oder hingerichtet.
1956 steigerte sich die „Ausrichtung“ genannte Terrorwelle: Bis zu 86 % der Parteikader auf dem Land, in manchen Bezirken bis zu 95 % der früheren Widerstandskämpfer wurden aus der Partei ausgeschlossen und vielfach hingerichtet, weil man vermutete, gerade die engagierten Führungskräfte seien von Grundbesitzern und Franzosen „unterwandert“. Im Verlauf wurden bis zu 50.000 Menschen getötet, weitere 50.000 bis 100.000 wurden inhaftiert. Nach einer Fluchtwelle und vielen Desertionen stellte die Parteileitung die „Säuberungen“ ein, um die angestrebte Wiedervereinigung Vietnams unter ihrer Führung nicht zu gefährden. Eine kurze Tauwetter-Periode infolge der sowjetischen Entstalinisierung 1956 beendete die KP Nordvietnams im Dezember mit einer Kampagne gegen Künstler und Intellektuelle, um sie auf Parteilinie zu bringen. Ho Chi Minh leitete 1957 mit Propaganda den Bau großer Bewässerungsprojekte nach chinesischem Vorbild ein. Diese führten während einer schweren Dürre zu Ernteausfällen und einer Hungersnot mit einer unbekannten Zahl von Todesopfern. Die Regierung Nordvietnams bezeichnete ihre frühere Repressionspolitik später öffentlich als Fehler.
1958 erhielt Nordvietnam von China einen zinslosen, ausschließlich in Naturalien zu tilgenden Kredit in Höhe von 800 Millionen Yuán, um in China Produktionsanlagen zu kaufen. Nordvietnam importierte vor allem Produktionsanlagen und lieferte dafür Bergbauprodukte und landwirtschaftliche Erzeugnisse. Größtes Hindernis der angestrebten Industrialisierung Nordvietnams war der Mangel an Ingenieuren, Technikern und Facharbeitern. Die VR China und die Ostblockstaaten stellten technisches Lehrpersonal, um einheimische Kräfte anzulernen.

## Südvietnam
In Südvietnam beauftragte Staatschef Bảo Đại am 16. Juni 1954 den antikolonialistischen und antikommunistischen Katholiken Ngô Đình Diệm mit der Regierungsbildung. Südvietnam wurde damals in weiten Teilen von zwei Sekten beherrscht, die eigene Milizen unterhielten und Steuern eintrieben: den Cao Dai und den buddhistischen Hoa Hao, die bereits gegen die französische und gegen die japanische Fremdherrschaft gekämpft hatten. Dazu kamen Bình Xuyên genannte organisierte Gangster-Banden. Nach der Teilung waren kommunistische Viet-Minh-Kader im Süden geblieben und operierten im Untergrund. Die innenpolitische Situation bei Diems Amtsantritt war daher labil. Dazu kam, dass unmittelbar nach Abschluss des Waffenstillstandsabkommen etwa 880.000 vorwiegend katholische Nordvietnamesen vor der kommunistischen Herrschaft nach Südvietnam geflohen waren und in dessen Volkswirtschaft integriert werden mussten.
Im Frühjahr 1955 gelang es Diem, mit US-Unterstützung zwei Aufstände (eine Meuterei der eigenen Armee und einen Angriff bewaffneter Sekten-Milizen) niederzuschlagen. Am 23. Oktober 1955 setzte er Bao Dai ab, nachdem er in einer umstrittenen Volksabstimmung mit angeblich 98 Prozent der Stimmen gewann. Am 26. Oktober 1955 proklamierte er Vietnam zur Republik und übernahm als erster Präsident die Regierungsgewalt.
1956 verweigerte Diem mit Rückendeckung der Regierung Eisenhower die im Genfer Abkommen vorgeschriebenen gesamtvietnamesischen Wahlen, auf die eine Wiedervereinigung mit Nordvietnam folgen sollte. Stattdessen ließ er Wahlen für eine Verfassunggebende Nationalversammlung durchführen, die er gegen mehrere Oppositionsparteien mit großer Mehrheit gewann. Mit dieser Wahl wurde die im Jahr zuvor proklamierte Eigenstaatlichkeit Südvietnams bestätigt. Diem und die USA lehnten alle Forderungen Nordvietnams nach Wiedervereinigung strikt ab.
Die von den Viet Minh durchgeführten Landreformen wurden zurückgenommen. Die Regierung der Republik Südvietnam versuchte nach dem langen Indochinakrieg, mit Fünfjahresplänen einen wirtschaftlichen Wiederaufbau in Gang zu bringen. Der erste Fünfjahresplan (1956–1961) sollte zu etwa achtzig Prozent durch ausländisches Kapital finanziert werden. Förderungsgebiete sollten Landwirtschaft, Industrie und Bergbau sein. Wegen der zahlreichen Flüchtlinge aus Nordvietnam war die Ernährungsbasis der Bevölkerung aus eigenem Anbau nicht gesichert. Deswegen sollten 560.000 Hektar Land neu mit Reis, Mais, Tabak und Kaffee bepflanzt werden. Außerdem sollte eine Ernährungsindustrie aufgebaut werden, um die landwirtschaftlichen Erzeugnisse im Land zu verarbeiten. Im Bergbau sollte die weitgehend zusammengebrochene Kohleförderung wieder auf den Vorkriegsstand gebracht werden, um die hohen Einfuhren zu verringern. Textilindustrie sollte aufgebaut werden, um dadurch zu Deviseneinnahmen zu kommen. Erschwerendes Hindernis war der hohe Anteil an ausländischem Privatbesitz, wie beispielsweise im Anbau von Kautschuk. Dessen Erträge blieben nicht im Land, sondern gingen vorwiegend nach Frankreich.
Die USA unterstützten Diems Ziel, einen unabhängigen und souveränen Staat aufzubauen. Die amerikanische Wirtschafts- und Militärhilfe erreichte bis 1960 einen Wert von rund drei Milliarden Dollar.
Die Regierung Diệms war unpopulär; Studenten und Buddhisten protestierten gegen die Regierungspolitik. Bis 1960 versank Südvietnam immer mehr in Korruption und Chaos. Am 2. November 1963 wurde Diệm ermordet. Darauf folgten mehrere kurzlebige Regierungen, bis eine von den USA protegierte Militärjunta unter Nguyễn Văn Thiệu und Nguyễn Cao Kỳ die Regierungsgewalt übernahm und Dương Văn Minh zum Staatschef erhob.

## Vietnamkrieg

Trophäe im Vietnamkriegsmuseum

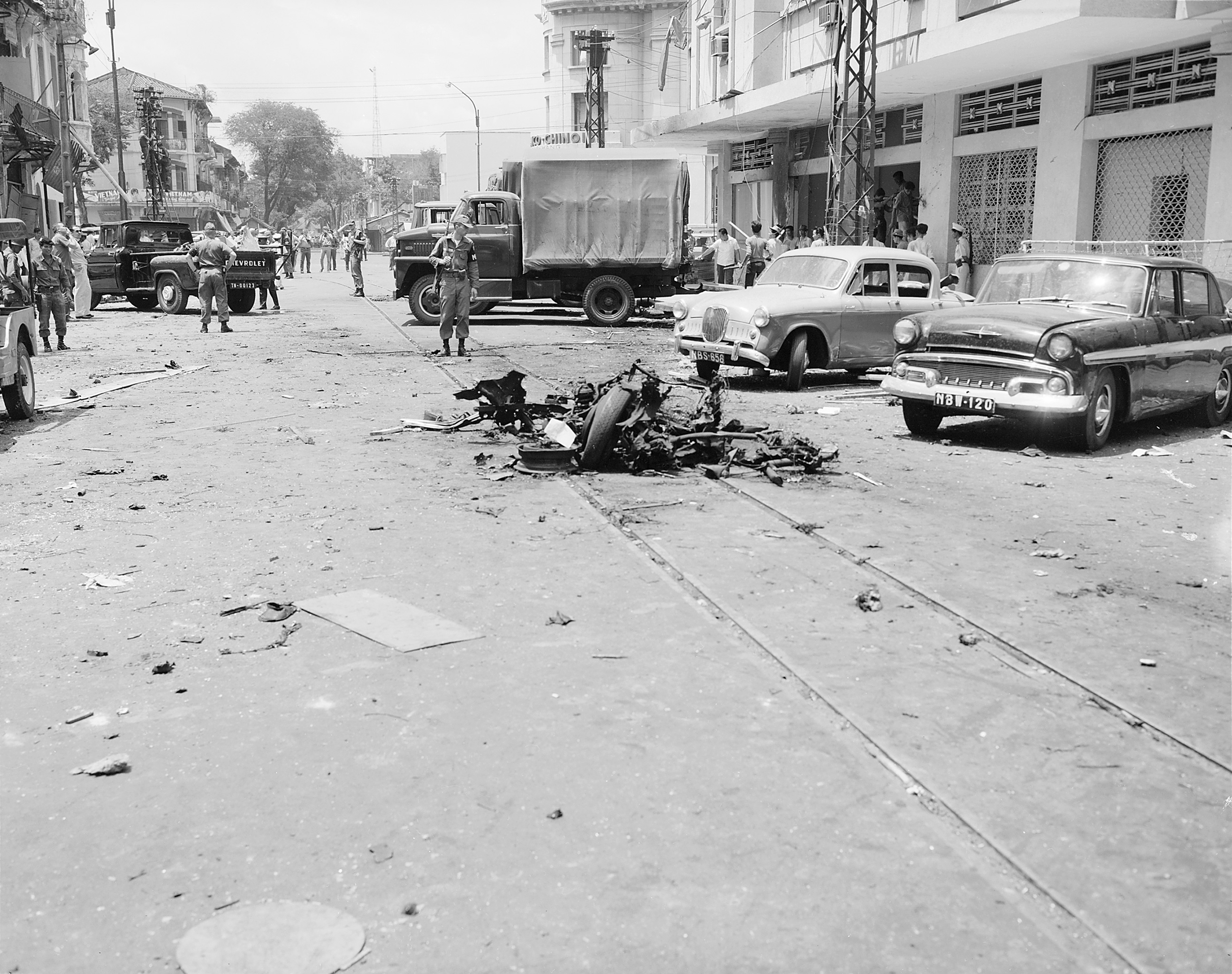
Bomben-Terror von Viet Cong in Saigon, 1965

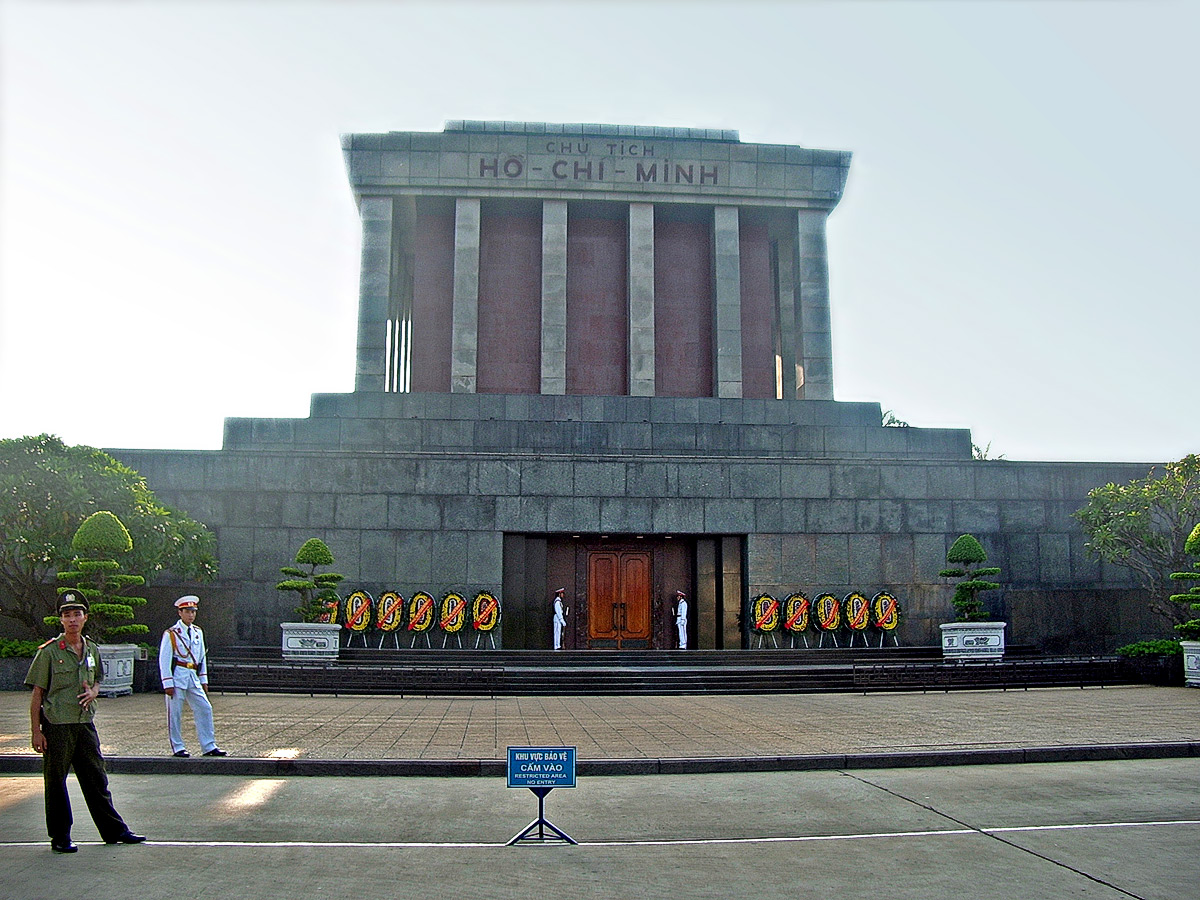
Hồ-Chí-Minh-Mausoleum in Hanoi

Im März 1956 genehmigte die Kommunistische Partei Nordvietnams Maßnahmen zur Wiederbelebung des Aufstands in Südvietnam. Im April 1957 begann ein kommunistisch geführter Aufstand gegen die südvietnamesische Regierung. Die Kommunistische Partei Nordvietnams billigte im Januar 1959 einen „Volkskrieg“ in Südvietnam. Am 28. Juli fielen nordvietnamesische Streitkräfte in Laos ein, um den Ho-Chi-Minh-Pfad beizubehalten und zu verbessern, um Aufständische im Süden zu unterstützen. Der Aufstand, angeführt von der Nationale Front für die Befreiung Südvietnams, die unter der Kontrolle Nordvietnams stand, hatte sich 1961 intensiviert. Etwa 40.000 kommunistische Soldaten waren 1961–63 in den Süden eingedrungen, um den Aufstand zu unterstützen.
Am 30. Juli 1964 fingierten die USA einen Zwischenfall im Golf von Tonkin. Nachdem unter dem bisherigen Präsidenten Kennedy nur sogenannte Militärberater der USA in Vietnam stationiert waren, nahmen die USA diesen Zwischenfall zum Vorwand für eine massive militärische Aufrüstung. Zu dieser Zeit gingen die USA davon aus, dass durch Infiltration nordvietnamesischer, also kommunistischer Kräfte das westlich orientierte Südvietnam umkippen und ebenfalls kommunistisch werden könnte (Domino-Theorie).
Der so genannte Zwischenfall im Golf von Tonkin diente Johnson zur Eskalation des Vietnamkrieges. Ab 1965 gab es einen systematischen Luftkrieg der USA gegen Nordvietnam, dem 30.000 von Zivilisten zum Opfer fielen. Im Süden operierten immer größere Zahlen an US-Bodentruppen. Bis 1968 eskalierte der Krieg, obwohl die USA Nordvietnam militärisch weit überlegen waren. Auf der Seite der Befreiungsbewegung FNL (Front national pour la libération de Vietnam de sud, Nationale Front für die Befreiung Südvietnams, von den US-Amerikanern und ihren Verbündeten verächtlich Viet Cong genannt) kämpften rund 230.000 Partisanen und 50.000 Angehörige der offiziellen nordvietnamesischen Streitkräfte. Ihnen standen schließlich rund 550.000 Amerikaner, ungefähr die gleiche Zahl ARVN-Soldaten, 50.000 Südkoreaner und kleinere Kontingente Verbündeter (darunter Australien und Neuseeland) gegenüber.
Am 31. Januar 1968 gelang der FNL mit einer militärischen Operation ein politisch wichtiger Sieg: In der Tet-Offensive nahmen die kommunistischen Partisanen Südvietnams vorübergehend Teile Saigons und weiterer Städte ein, die gut gesicherte Botschaft der USA in Saigon wurde angegriffen. Den Verantwortlichen der USA wurde dadurch klar, dass die Lage nicht in der Art unter Kontrolle war, wie bisher dargestellt. Die öffentliche Meinung in den USA, die bisher hauptsächlich für den Krieg war, schwenkte um, als aufgrund freier Presseberichte und Bildreportagen über Kriegsgräuel, Massaker und Napalm-Opfer die wahren Grausamkeiten für jeden Bürger in den USA sichtbar wurden. Die USA beschlossen deshalb 1969 die Vietnamisierung des Krieges und den Abzug ihrer Truppen in mehreren Schritten. Die Bombardierungen und Luftangriffe, insbesondere die Verwendung von Entlaubungsmitteln (Agent Orange), dauerten jedoch bis 1973 an. Man sagt heute, die USA haben den Krieg vor allem auch in ihrem eigenen Land verloren, da zuletzt selbst hochdekorierte Soldaten gegen den Krieg demonstrierten und ihre Orden zurückgaben.
Am 2. September 1969, dem Jahrestag der Unabhängigkeitserklärung von 1945, starb Hồ Chí Minh, der Präsident Nordvietnams.
Am 28. Januar 1973 vereinbarten Henry Kissinger und Lê Đức Thọ, der Nachfolger von Hồ Chí Minh, einen Waffenstillstand. Damit endete die direkte Kriegsbeteiligung der USA, die Waffenlieferungen an Südvietnam gingen jedoch weiter. Die Nordvietnamesen setzten den Kampf gegen Südvietnam fort. Die Volksbefreiungsarmee erzielte fortlaufend Gewinne in Südvietnam. Am 21. April 1975 stand Saigon vor dem Fall, Staatschef Nguyễn Văn Thiệu legte sein Amt nieder, die letzten verbliebenen Vertreter der USA wurden evakuiert. Am 30. April wurde Saigon eingenommen, Südvietnam kapitulierte bedingungslos. Der Vietnamkrieg war damit zu Ende.

## Sozialistische Republik Vietnam
Im Zuge der Wiedervereinigung nach dem Vietnamkrieg wurde Vietnam als Sozialistische Republik Vietnam wiedervereinigt. Die Wiedervereinigung erfolgte vierzehn Monate nach Kriegsende am 2. Juli 1976. Der vereinigte Staat war als Nachfolgestaat der Demokratischen Republik Vietnam ebenfalls eine marxistische Einparteiendiktatur. Die Hauptstadt des Landes verblieb in Hanoi. Die ehemalige Hauptstadt Südvietnams wurde in Ho-Chi-Minh-Stadt umbenannt. Im Zuge des Umbaus Südvietnams zum kommunistischen System enteignete die SRV die Landbesitzer sowie die dünne Schicht urbaner Kapitaleigner im Süden. In der Landwirtschaft führten sie das bereits im Norden erprobte Kollektivierungssystem ein. Führende Kräfte des ehemaligen südvietnamesischen Staates und die vermögenden Einwohner wurden Umerziehungsmaßnahmen und Lagerhaft ausgesetzt. Der Staat identifizierte rund 6,5 Millionen Menschen, welche aus seiner Sicht durch Kollaboration oder kollaborierende Familienmitglieder belastet waren. Diese waren in der Folge Repressionen und sozialer Deklassierung ausgesetzt, was zur Flucht von hunderttausenden Menschen führte, die als Boat-People ihre Heimat verließen. Die Mehrheit fand, nach Ablehnung durch Anrainerstaaten, auf UN-Vermittlung in den USA, Kanada, Frankreich und Australien Aufnahme. Von 1975 bis 1998 flohen rund 800.000 vietnamesische Staatsbürger aus der sozialistischen Republik Vietnam. Schätzungen gehen davon aus, dass rund 200.000 bei Fluchtversuchen vor allem über das Südchinesische Meer ihr Leben verloren.
Das infolge des Vietnamkrieges entstandene Terrorregime der Roten Khmer in Kambodscha und vor allem das Übergreifen kriegerischer Auseinandersetzungen auf vietnamesisches Gebiet veranlassten Vietnam, in Kambodscha einzumarschieren. Am 7. Januar 1979 eroberten vietnamesische Truppen die kambodschanische Hauptstadt Phnom Penh und errichteten am folgenden Tag einen von Vietnam abhängigen „Revolutionären Volksrat“ unter Heng Samrin. Die Volksrepublik China, die die Regierung der Roten Khmer unterstützt hatte, provozierte daraufhin entlang der Grenze zu Vietnam bewaffnete Auseinandersetzungen. Nach zu hohen Verlusten auf chinesischer Seite wurden die Kämpfe jedoch bald wieder eingestellt. Erst 1989 zog sich Vietnam aus Kambodscha zurück. Die SRV näherte sich durch den Konflikt mit China entscheidend an die Sowjetunion an, die Vietnam auch als Marinestützpunkt nutzte. Nach deren
 Zerfall 1991 war Vietnam außenpolitisch weitgehend isoliert.
Seit 1986 betreibt die Kommunistische Partei Vietnams (KPV), ähnlich wie China, eine Politik der Transformation zu einer sozialistischen Marktwirtschaft, die sogenannte „Đổi mới“-Politik. Die KPV hält aber an ihrem politischen Machtmonopol fest und lehnt ein Mehrparteiensystem ab. Das 14-köpfige Politbüro bestimmt die Richtlinien der Politik. Seit Januar 2011 leitet es Generalsekretär Nguyễn Phú Trọng.
Die Transformation erfolgte durch Privatisierung der Landwirtschaft mit Aufgabe der Preiskontrolle 1986. Ebenso wurde die zentrale Planung zugunsten der Entscheidungsfindung in staatseigenen Unternehmen aufgegeben.
Die Öffnungspolitik führte zu einem rapiden Wachstum des BIP von fünf bis acht Prozent ab den 1990er-Jahren (siehe Wirtschaft Vietnams). Der Anteil der Bevölkerung unter der Armutsgrenze fiel von rund 50 % 1986 auf 11 % im Jahr 2012. Noch in den 1980er-Jahren herrschte Nahrungsmittelknappheit, durch die wirtschaftliche Liberalisierungspolitik wurde Vietnam zum drittgrößten Reisexporteur der Welt.